# Зубков Сергій Олександрович (суддя)
Сергій Олександрович Зубков (нар. 25 лютого 1968, Красногорівка — пом. 21 березня 2011, Київ) — суддя. Був жорстоко вбитий у будинку «Роза Вітрів» на Голосіївській вулиці, 13, у якому проживав. Справа про це убивство викликала значний громадський резонанс.

## Життєпис
Працював суддею 10 років, спочатку у Симферополі, з 2003 року у Києві. 25 вересня 2008, за півтора року перед загибеллю, постановою Верховної Ради був безстроково призначений суддею Шевченківського районного суду міста Києва. У ці півтора року саме він розглядав найбільш конфліктні справи про забудову Києва: «Фреско Софія» по вулиці Олеся Гончара, 17-23 та на території Олександрівської лікарні.
За свідченням дружини, готував дисертацію та збирався переходити у інший суд. За інформацією одного з працівників суду, Зубков готувався перейти в Апеляційний господарський суд Києва.

## Справи судді Зубкова
Зубков працював суддею 10 років. Зокрема, він вів справи щодо двох найбільш конфліктних та скандальних київських будівництв: «Fresco Sofia» на вулиці Гончара 17-23 та на території Олександрівської лікарні. В обох випадках він встиг ухвалити рішення на користь людей, що протестують проти забудов.
У липні 2011 року рішення Київради 2003 року про виділення компанії «Житлобуд» 0,45 га землі для будівництва багатоповерхівки на схилах скверу Богомольця (під корпусами Олександрівської лікарні) було скасовано. Землю повернули лікарні.
7 листопада 2012 року Вищий господарський суд Києва підтвердив винесене наприкінці квітня рішення Господарського суду, яким скасовувалося виділення 0,5 га землі у буферній зоні собору св. Софії у Києві на вулиці Олеся Гончара 17-23. Позов подавала прокуратура в інтересах КМДА.

### Справа про виселення Павліченків
Широкого розголосу набуло судове рішення Зубкова від 8 квітня 2010 про виселення сім'ї Павліченків. За словами Дмитра Павліченка, ще 1995 року фірма DTZ запропонувала їм виселення з квартири в історичному будинку в центрі Києва за адресою: вулиця Богдана Хмельницького, 33/34, кв. 21.
Пізніше сім'я Павліченків добудувала цегляну прибудову (яка складалася з наземної та підвальної частини), у якій жили. 21 квітня 2004 року Шевченківський районний суд вказав, що Павліченки «самовільно захопили частину земельної ділянки двору площею 48 кв.м., на якій проводять будівельні роботи», і повинні знести цю прибудову. 8 квітня 2010 року Сергій Зубков по суті повторив це рішення. 13 грудня 2010 судові виконавці та міліція виставили на ніч сім'ю з двома дітьми на вулицю. Речі на кількох машинах були вивезені, прибудова зруйнована.
Д. Павліченко двічі, 24 грудня 2010 та 28 лютого 2011, звертався до Президента України Віктора Януковича на прес-конференціях з проханням втрутитися у ситуацію з «незаконним руйнуванням квартири його сім'ї та конфіскацією майна».

## Смерть
21 березня 2011 року, близько 17.40-17.50 год., до свого будинку приїхав суддя Зубков та зайшов до під'їзду № 1.
Перебуваючи в кабіні пасажирського ліфту, двоє злочинців разом із суддею піднялися на 7 поверх будинку, де на них вже чекав третій злочинець. Коли двері ліфта відчинились, злочинці завдали судді господарським шилом двох ударів у ліву ключичну ділянку та проєкцію грудини. Внаслідок отриманих тілесних ушкоджень суддя, втративши рівновагу, впав в приміщенні ліфтової кабіни і почав чинити активний фізичний опір. Далі злочинці завдали заздалегідь заготовленим ножем трьох ударів потерпілому в ділянку шиї з лівої сторони. Далі злочинці дістали пістолет, за допомогою якого зробили декілька прицільних пострілів в область тулуба потерпілого. Після цього злочинці перетягли тіло Зубкова спочатку на загальний балкон, а потім до площадки пожежного виходу з 7 поверху будинку. Смерть судді настала на місці вчинення злочину внаслідок отриманих тяжких тілесних ушкоджень.

## Розслідування вбивства
2 жовтня 2012 року Дмитро Павліченко за звинуваченням у вбивстві Зубкова був засуджений до довічного ув'язнення, а його старший син Сергій — до 13 років, незважаючи на протести громадськості, яка звернула увагу на суперечливість матеріалів справи. Так, за свідченням адвоката, за три дні до вбивства Зубкова Дмитро Павліченко отримав листа про те, що його скарга розглянута на дисциплінарній комісії, та що будуть вирішувати питання щодо позбавлення Зубкова права бути суддею за порушення суддівської присяги.

## Питання про звільнення за порушення присяги
24 березня 2011 року на засіданні кадрової секції Вищої ради юстиції повинні були розглядати представлення Андрія Портнова (один з ключових членів ВРЮ) про звільнення Сергія Зубкова за порушення присяги судді. У ВРЮ зібралося 26 скарг на Зубкова за ухвалення дуже суперечливих рішень на користь іноземних компаній. Однак після вбивства на засіданні ВРЮ це питання було знято з розгляду «з етичних мотивів».

## Сім'я
Мати, Раїса Антонівна, працювала у Красногвардійській СЕС. Дружина Світлана, дві дочки.

## Місця проживання

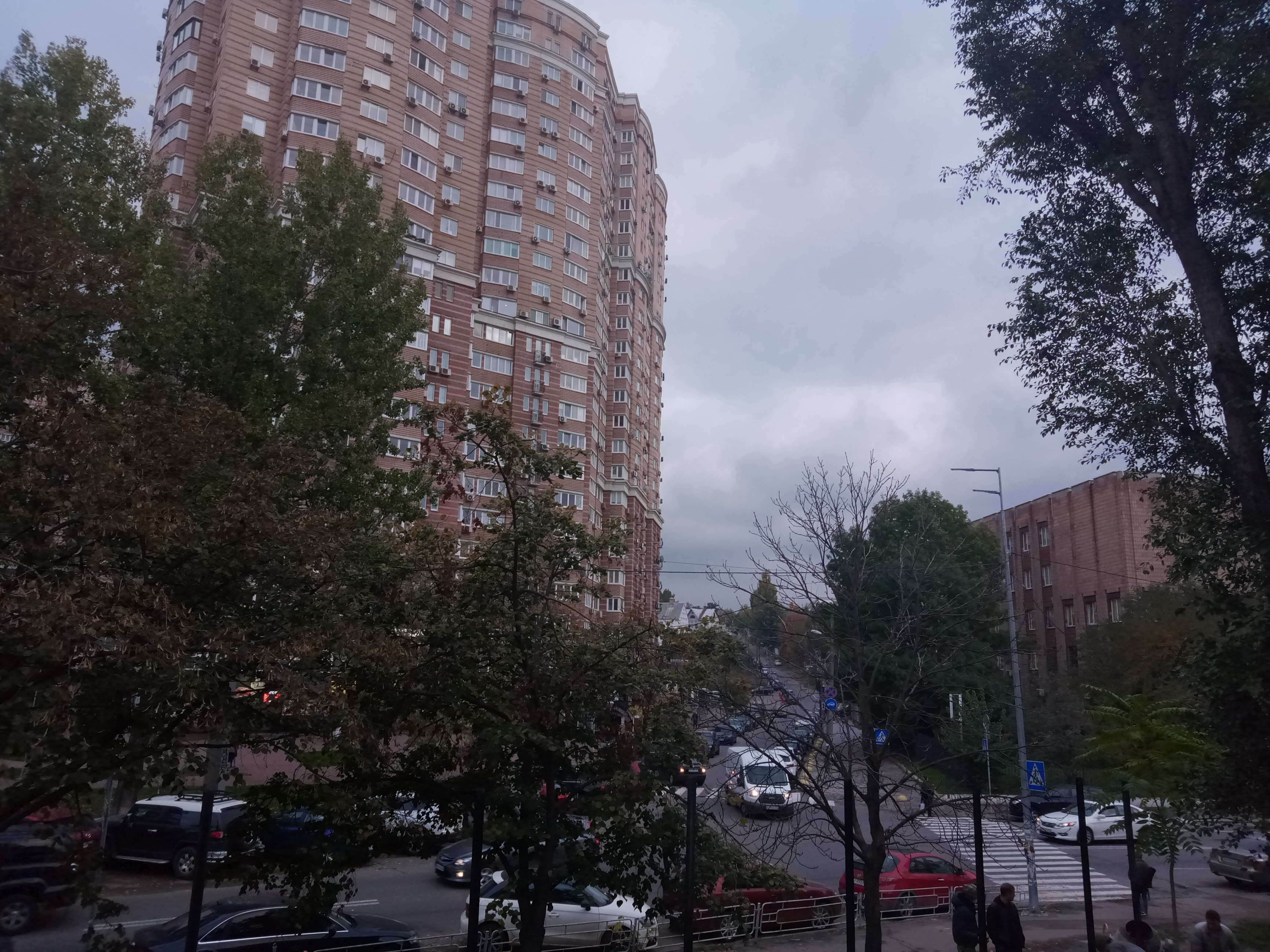
Один з будинків ЖК Голосієво, у якому жив та був убитий суддя Зубков

- м. Красногорівка Мар'їнського району Донецької області
- смт. Красногвардійське АР Крим
- м. Сімферополь;

у Києві
- вулиця Богатирська, 4 (гостинка)[1]
- вулиця Академіка Грекова, 18 (гуртожиток)[1]
- Голосіївська вулиця, 13, кв. 27 (ЖК «Голосієво»[37], будинок «Роза Вітрів»[4])